# Convocazioni per il campionato europeo maschile di calcio 2024
Elenco dei giocatori convocati da ciascuna nazionale partecipante al campionato europeo di calcio 2024.

## Gruppo A

### Germania
Lista dei pre-convocati resa nota il 16 maggio 2024 Il 7 giugno viene annunciata la lista definitiva dei convocati, con l'esclusione di Alexander Nübel. Il 12 giugno Aleksandar Pavlović rinuncia per infortunio, al suo posto viene convocato Emre Can.
Commissario tecnico:  Julian Nagelsmann
| N. | Pos. | Giocatore              | Data nascita (età)          | Pres. | Reti | Squadra               |
| -- | ---- | ---------------------- | --------------------------- | ----- | ---- | --------------------- |
| 1  | P    | Manuel Neuer           | 27 marzo 1986 (38 anni)     | 118   | -113 | Bayern Monaco         |
| 2  | D    | Antonio Rüdiger        | 3 marzo 1993 (31 anni)      | 68    | 3    | Real Madrid           |
| 3  | D    | David Raum             | 22 aprile 1998 (26 anni)    | 20    | 0    | RB Lipsia             |
| 4  | D    | Jonathan Tah           | 11 febbraio 1996 (28 anni)  | 24    | 0    | Bayer Leverkusen      |
| 5  | C    | Pascal Groß            | 15 giugno 1991 (32 anni)    | 6     | 0    | Brighton              |
| 6  | D    | Joshua Kimmich         | 8 febbraio 1995 (29 anni)   | 85    | 6    | Bayern Monaco         |
| 7  | A    | Kai Havertz            | 11 giugno 1999 (25 anni)    | 45    | 15   | Arsenal               |
| 8  | C    | Toni Kroos             | 4 gennaio 1990 (34 anni)    | 108   | 17   | Real Madrid           |
| 9  | A    | Niclas Füllkrug        | 9 febbraio 1993 (31 anni)   | 15    | 11   | Borussia Dortmund     |
| 10 | C    | Jamal Musiala          | 26 febbraio 2003 (21 anni)  | 28    | 2    | Bayern Monaco         |
| 11 | C    | Chris Führich          | 9 gennaio 1998 (26 anni)    | 4     | 0    | Stoccarda             |
| 12 | P    | Oliver Baumann         | 2 giugno 1990 (34 anni)     | 0     | 0    | Hoffenheim            |
| 13 | A    | Thomas Müller          | 13 settembre 1989 (34 anni) | 129   | 45   | Bayern Monaco         |
| 14 | A    | Maximilian Beier       | 17 ottobre 2002 (21 anni)   | 1     | 0    | Hoffenheim            |
| 15 | D    | Nico Schlotterbeck     | 1º dicembre 1999 (24 anni)  | 11    | 0    | Borussia Dortmund     |
| 16 | D    | Waldemar Anton         | 20 luglio 1996 (27 anni)    | 2     | 0    | Stoccarda             |
| 17 | C    | Florian Wirtz          | 3 maggio 2003 (21 anni)     | 17    | 1    | Bayer Leverkusen      |
| 18 | D    | Maximilian Mittelstädt | 18 marzo 1997 (27 anni)     | 3     | 1    | Stoccarda             |
| 19 | C    | Leroy Sané             | 11 gennaio 1996 (28 anni)   | 59    | 13   | Bayern Monaco         |
| 20 | D    | Benjamin Henrichs      | 23 febbraio 1997 (27 anni)  | 14    | 0    | RB Lipsia             |
| 21 | C    | İlkay Gündoğan         | 24 ottobre 1990 (33 anni)   | 76    | 18   | Barcellona            |
| 22 | P    | Marc-André ter Stegen  | 30 aprile 1992 (32 anni)    | 40    | -48  | Barcellona            |
| 23 | C    | Robert Andrich         | 22 settembre 1994 (29 anni) | 4     | 0    | Bayer Leverkusen      |
| 24 | D    | Robin Koch             | 17 luglio 1996 (27 anni)    | 9     | 0    | Eintracht Francoforte |
| 25 | C    | Emre Can               | 12 gennaio 1994 (30 anni)   | 43    | 1    | Borussia Dortmund     |
| 26 | A    | Deniz Undav            | 19 luglio 1996 (27 anni)    | 2     | 0    | Stoccarda             |

### Scozia
Lista dei pre-convocati resa nota il 22 maggio 2024. Il 1º giugno Lyndon Dykes rinuncia alla convocazione a causa di un infortunio. Il 4 giugno Ben Doak viene sostituito da Tommy Conway; il 6 giugno viene convocato Lewis Morgan. Il 7 giugno viene annunciata la lista definitiva dei convocati, con l'esclusione di Craig Gordon e John Souttar.
Commissario tecnico:  Steve Clarke
| N. | Pos. | Giocatore          | Data nascita (età)          | Pres. | Reti | Squadra        |
| -- | ---- | ------------------ | --------------------------- | ----- | ---- | -------------- |
| 1  | P    | Angus Gunn         | 22 gennaio 1996 (28 anni)   | 9     | -11  | Norwich City   |
| 2  | D    | Anthony Ralston    | 16 novembre 1998 (25 anni)  | 8     | 1    | Celtic         |
| 3  | D    | Andrew Robertson   | 11 marzo 1994 (30 anni)     | 70    | 3    | Liverpool      |
| 4  | C    | Scott McTominay    | 8 dicembre 1996 (27 anni)   | 49    | 8    | Manchester Utd |
| 5  | D    | Grant Hanley       | 20 novembre 1991 (32 anni)  | 49    | 2    | Norwich City   |
| 6  | D    | Kieran Tierney     | 5 giugno 1997 (27 anni)     | 44    | 1    | Real Sociedad  |
| 7  | C    | John McGinn        | 18 ottobre 1994 (29 anni)   | 67    | 18   | Aston Villa    |
| 8  | C    | Callum McGregor    | 14 giugno 1993 (31 anni)    | 59    | 3    | Celtic         |
| 9  | A    | Lawrence Shankland | 10 agosto 1995 (28 anni)    | 10    | 2    | Hearts         |
| 10 | A    | Ché Adams          | 13 luglio 1996 (27 anni)    | 30    | 6    | Southampton    |
| 11 | C    | Ryan Christie      | 22 febbraio 1995 (29 anni)  | 48    | 6    | Bournemouth    |
| 12 | P    | Liam Kelly         | 23 gennaio 1996 (28 anni)   | 1     | -3   | Motherwell     |
| 13 | D    | Jack Hendry        | 7 maggio 1995 (29 anni)     | 30    | 3    | Al-Ettifaq     |
| 14 | C    | Billy Gilmour      | 11 giugno 2001 (23 anni)    | 26    | 1    | Brighton       |
| 15 | D    | Ryan Porteous      | 25 marzo 1999 (25 anni)     | 11    | 1    | Watford        |
| 16 | D    | Liam Cooper        | 30 agosto 1991 (32 anni)    | 19    | 0    | Leeds Utd      |
| 17 | C    | Stuart Armstrong   | 30 marzo 1992 (32 anni)     | 50    | 5    | Southampton    |
| 18 | A    | Lewis Morgan       | 30 settembre 1996 (27 anni) | 2     | 0    | N.Y. Red Bulls |
| 19 | A    | Tommy Conway       | 6 agosto 2002 (21 anni)     | 0     | 0    | Bristol City   |
| 20 | C    | Ryan Jack          | 27 febbraio 1992 (32 anni)  | 19    | 0    | Rangers        |
| 21 | P    | Zander Clark       | 26 giugno 1992 (31 anni)    | 4     | -6   | Hearts         |
| 22 | D    | Ross McCrorie      | 18 marzo 1998 (26 anni)     | 1     | 0    | Bristol City   |
| 23 | C    | Kenny McLean       | 8 gennaio 1992 (32 anni)    | 39    | 2    | Norwich City   |
| 24 | D    | Greg Taylor        | 5 novembre 1997 (26 anni)   | 13    | 0    | Celtic         |
| 25 | A    | James Forrest      | 7 luglio 1991 (32 anni)     | 39    | 5    | Celtic         |
| 26 | D    | Scott McKenna      | 12 novembre 1996 (27 anni)  | 34    | 1    | Copenaghen     |

### Ungheria
Lista dei convocati resa nota il 14 maggio 2024, includendo anche 5 giocatori di riseva in caso di infortunio: Krisztián Lisztes, Attila Mocsi, Balázs Tóth, Zalán Vancsa e Bálint Vécsei.
Commissario tecnico:  Marco Rossi
| N. | Pos. | Giocatore           | Data nascita (età)         | Pres. | Reti | Squadra            |
| -- | ---- | ------------------- | -------------------------- | ----- | ---- | ------------------ |
| 1  | P    | Péter Gulácsi       | 6 maggio 1990 (34 anni)    | 52    | -72  | RB Lipsia          |
| 2  | D    | Ádám Lang           | 17 gennaio 1993 (31 anni)  | 67    | 1    | Omonia             |
| 3  | D    | Botond Balogh       | 6 giugno 2002 (22 anni)    | 3     | 0    | Parma              |
| 4  | D    | Attila Szalai       | 20 gennaio 1998 (26 anni)  | 43    | 1    | Friburgo           |
| 5  | D    | Attila Fiola        | 17 febbraio 1990 (34 anni) | 56    | 2    | Fehérvár           |
| 6  | D    | Willi Orban         | 3 novembre 1992 (31 anni)  | 42    | 6    | RB Lipsia          |
| 7  | D    | Loïc Nego           | 15 gennaio 1991 (33 anni)  | 35    | 2    | Le Havre           |
| 8  | C    | Ádám Nagy           | 17 giugno 1995 (28 anni)   | 79    | 2    | Spezia             |
| 9  | A    | Martin Ádám         | 6 novembre 1994 (29 anni)  | 20    | 3    | Ulsan HD           |
| 10 | C    | Dominik Szoboszlai  | 25 ottobre 2000 (23 anni)  | 40    | 12   | Liverpool          |
| 11 | D    | Milos Kerkez        | 7 novembre 2003 (20 anni)  | 14    | 0    | Bournemouth        |
| 12 | P    | Dénes Dibusz        | 16 novembre 1990 (33 anni) | 35    | -27  | Ferencváros        |
| 13 | C    | András Schäfer      | 13 aprile 1999 (25 anni)   | 24    | 3    | Union Berlino      |
| 14 | D    | Bendegúz Bolla      | 22 novembre 1999 (24 anni) | 16    | 0    | Servette           |
| 15 | C    | László Kleinheisler | 8 aprile 1994 (30 anni)    | 49    | 3    | Hajduk Spalato     |
| 16 | C    | Dániel Gazdag       | 2 marzo 1996 (28 anni)     | 24    | 4    | Philadelphia Union |
| 17 | C    | Callum Styles       | 28 marzo 2000 (24 anni)    | 20    | 0    | Sunderland         |
| 18 | D    | Zsolt Nagy          | 25 maggio 1993 (31 anni)   | 18    | 3    | Puskás Akadémia    |
| 19 | A    | Barnabás Varga      | 25 ottobre 1994 (29 anni)  | 9     | 4    | Ferencváros        |
| 20 | A    | Roland Sallai       | 22 maggio 1997 (27 anni)   | 47    | 12   | Friburgo           |
| 21 | D    | Endre Botka         | 25 agosto 1994 (29 anni)   | 25    | 1    | Ferencváros        |
| 22 | P    | Péter Szappanos     | 14 novembre 1990 (33 anni) | 1     | 0    | Paks               |
| 23 | A    | Kevin Csoboth       | 20 giugno 2000 (23 anni)   | 7     | 0    | Újpest             |
| 24 | D    | Márton Dárdai       | 12 febbraio 2002 (22 anni) | 2     | 0    | Hertha Berlino     |
| 25 | C    | Krisztofer Horváth  | 8 gennaio 2002 (22 anni)   | 2     | 0    | Kecskemét          |
| 26 | C    | Mihály Kata         | 13 aprile 2002 (22 anni)   | 3     | 0    | MTK Budapest       |

### Svizzera
Lista dei pre-convocati resa nota il 17 maggio 2024. Il 29 maggio Yakın effettua un primo "taglio", escludendo Aurèle Amenda, Ulisses Garcia, Joël Monteiro, Bryan Okoh e Bećir Omeragić. Il 5 giugno viene annunciata la lista definitiva dei convocati, con l'esclusione di Kevin Mbabu, Filip Ugrinic, Albian Hajdari, Uran Bislimi, Pascal Loretz e Marvin Keller. Il 7 giugno Yakın effettua un ultimo "taglio", escludendo Andi Zeqiri.
Commissario tecnico:  Murat Yakın
| N. | Pos. | Giocatore         | Data nascita (età)          | Pres. | Reti | Squadra             |
| -- | ---- | ----------------- | --------------------------- | ----- | ---- | ------------------- |
| 1  | P    | Yann Sommer       | 17 dicembre 1988 (35 anni)  | 88    | -87  | Inter               |
| 2  | D    | Leonidas Stergiou | 3 marzo 2002 (22 anni)      | 1     | 0    | Stoccarda           |
| 3  | D    | Silvan Widmer     | 5 marzo 1993 (31 anni)      | 41    | 3    | Magonza             |
| 4  | D    | Nico Elvedi       | 30 settembre 1996 (27 anni) | 51    | 1    | Borussia M'gladbach |
| 5  | D    | Manuel Akanji     | 19 luglio 1995 (28 anni)    | 58    | 3    | Manchester City     |
| 6  | C    | Denis Zakaria     | 20 novembre 1996 (27 anni)  | 54    | 3    | Monaco              |
| 7  | A    | Breel Embolo      | 14 febbraio 1997 (27 anni)  | 63    | 13   | Monaco              |
| 8  | C    | Remo Freuler      | 15 aprile 1992 (32 anni)    | 65    | 8    | Bologna             |
| 9  | A    | Noah Okafor       | 24 maggio 2000 (24 anni)    | 21    | 2    | Milan               |
| 10 | C    | Granit Xhaka      | 27 settembre 1992 (31 anni) | 123   | 14   | Bayer Leverkusen    |
| 11 | C    | Renato Steffen    | 3 novembre 1991 (32 anni)   | 39    | 4    | Lugano              |
| 12 | P    | Yvon Mvogo        | 6 giugno 1994 (30 anni)     | 8     | -5   | Lorient             |
| 13 | D    | Ricardo Rodríguez | 25 agosto 1992 (31 anni)    | 114   | 9    | Torino              |
| 14 | C    | Steven Zuber      | 17 agosto 1991 (32 anni)    | 52    | 10   | AEK Atene           |
| 15 | D    | Cédric Zesiger    | 24 giugno 1998 (25 anni)    | 3     | 0    | Wolfsburg           |
| 16 | C    | Vincent Sierro    | 8 ottobre 1995 (28 anni)    | 1     | 0    | Tolosa              |
| 17 | A    | Ruben Vargas      | 5 agosto 1998 (25 anni)     | 41    | 7    | Augusta             |
| 18 | A    | Kwadwo Duah       | 24 febbraio 1997 (27 anni)  | 0     | 0    | Ludogorec           |
| 19 | A    | Dan Ndoye         | 25 ottobre 2000 (23 anni)   | 9     | 0    | Bologna             |
| 20 | C    | Michel Aebischer  | 6 gennaio 1997 (27 anni)    | 18    | 0    | Bologna             |
| 21 | P    | Gregor Kobel      | 6 dicembre 1997 (26 anni)   | 5     | -9   | Borussia Dortmund   |
| 22 | D    | Fabian Schär      | 20 dicembre 1991 (32 anni)  | 80    | 8    | Newcastle Utd       |
| 23 | C    | Xherdan Shaqiri   | 10 ottobre 1991 (32 anni)   | 121   | 30   | Chicago Fire        |
| 24 | C    | Ardon Jashari     | 30 luglio 2002 (21 anni)    | 2     | 0    | Lucerna             |
| 25 | A    | Zeki Amdouni      | 4 dicembre 2000 (23 anni)   | 13    | 6    | Burnley             |
| 26 | C    | Fabian Rieder     | 16 febbraio 2002 (22 anni)  | 4     | 0    | Rennes              |

## Gruppo B

### Spagna
Lista dei pre-convocati resa nota il 27 maggio 2024. Il 7 giugno viene annunciata la lista definitiva dei convocati, con l'esclusione di Pau Cubarsí, Aleix García e Marcos Llorente.
Commissario tecnico:  Luis de la Fuente
| N. | Pos. | Giocatore          | Data nascita (età)          | Pres. | Reti | Squadra             |
| -- | ---- | ------------------ | --------------------------- | ----- | ---- | ------------------- |
| 1  | P    | David Raya         | 15 settembre 1995 (28 anni) | 4     | -3   | Arsenal             |
| 2  | D    | Daniel Carvajal    | 11 gennaio 1992 (32 anni)   | 43    | 0    | Real Madrid         |
| 3  | D    | Robin Le Normand   | 11 novembre 1996 (27 anni)  | 9     | 1    | Real Sociedad       |
| 4  | D    | Nacho              | 18 gennaio 1990 (34 anni)   | 24    | 1    | Real Madrid         |
| 5  | D    | Dani Vivian        | 5 luglio 1999 (24 anni)     | 1     | 0    | Athletic Bilbao     |
| 6  | C    | Mikel Merino       | 22 giugno 1996 (27 anni)    | 20    | 1    | Real Sociedad       |
| 7  | A    | Álvaro Morata      | 23 ottobre 1992 (31 anni)   | 71    | 34   | Atlético Madrid     |
| 8  | C    | Fabián Ruiz        | 3 aprile 1996 (28 anni)     | 22    | 1    | Paris Saint-Germain |
| 9  | A    | Joselu             | 27 marzo 1990 (34 anni)     | 10    | 5    | Real Madrid         |
| 10 | A    | Dani Olmo          | 7 maggio 1998 (26 anni)     | 33    | 8    | RB Lipsia           |
| 11 | A    | Ferran Torres      | 29 febbraio 2000 (24 anni)  | 40    | 18   | Barcellona          |
| 12 | D    | Alejandro Grimaldo | 20 settembre 1995 (28 anni) | 2     | 0    | Bayer Leverkusen    |
| 13 | P    | Álex Remiro        | 24 marzo 1995 (29 anni)     | 1     | -1   | Real Sociedad       |
| 14 | D    | Aymeric Laporte    | 27 maggio 1994 (30 anni)    | 28    | 1    | Al-Nassr            |
| 15 | C    | Álex Baena         | 20 luglio 2001 (22 anni)    | 2     | 1    | Villarreal          |
| 16 | C    | Rodri              | 22 giugno 1996 (27 anni)    | 49    | 3    | Manchester City     |
| 17 | A    | Nico Williams      | 12 luglio 2002 (21 anni)    | 13    | 2    | Athletic Bilbao     |
| 18 | C    | Martín Zubimendi   | 2 febbraio 1999 (25 anni)   | 5     | 0    | Real Sociedad       |
| 19 | A    | Lamine Yamal       | 13 luglio 2007 (16 anni)    | 6     | 2    | Barcellona          |
| 20 | C    | Pedri              | 25 novembre 2002 (21 anni)  | 18    | 0    | Barcellona          |
| 21 | A    | Mikel Oyarzabal    | 21 aprile 1997 (27 anni)    | 28    | 7    | Real Sociedad       |
| 22 | D    | Jesús Navas        | 21 novembre 1985 (38 anni)  | 51    | 5    | Siviglia            |
| 23 | P    | Unai Simón         | 11 giugno 1997 (27 anni)    | 39    | -30  | Athletic Bilbao     |
| 24 | D    | Marc Cucurella     | 22 luglio 1998 (25 anni)    | 2     | 0    | Chelsea             |
| 25 | C    | Fermín López       | 11 maggio 2003 (21 anni)    | 0     | 0    | Barcellona          |
| 26 | A    | Ayoze Pérez        | 29 luglio 1993 (30 anni)    | 0     | 0    | Betis               |

### Croazia
Lista dei convocati resa nota il 20 maggio 2024, includendo anche 9 giocatori di riseva in caso di infortunio: Dominik Kotarski, Borna Barišić, Duje Ćaleta-Car, Niko Sigur, Kristijan Jakić, Toni Fruk, Petar Sučić, Marin Ljubičić e Igor Matanović. Il 7 giugno viene annunciata la lista definitiva dei convocati.
Commissario tecnico:  Zlatko Dalić
| N. | Pos. | Giocatore         | Data nascita (età)          | Pres. | Reti | Squadra          |
| -- | ---- | ----------------- | --------------------------- | ----- | ---- | ---------------- |
| 1  | P    | Dominik Livaković | 9 gennaio 1995 (29 anni)    | 52    | -55  | Fenerbahçe       |
| 2  | D    | Josip Stanišić    | 2 aprile 2000 (24 anni)     | 17    | 0    | Bayer Leverkusen |
| 3  | D    | Marin Pongračić   | 11 settembre 1997 (26 anni) | 6     | 0    | Lecce            |
| 4  | D    | Joško Gvardiol    | 23 gennaio 2002 (22 anni)   | 29    | 2    | Manchester City  |
| 5  | D    | Martin Erlić      | 24 gennaio 1998 (26 anni)   | 8     | 0    | Sassuolo         |
| 6  | D    | Josip Šutalo      | 28 febbraio 2000 (24 anni)  | 13    | 0    | Ajax             |
| 7  | C    | Lovro Majer       | 17 gennaio 1998 (26 anni)   | 29    | 6    | Wolfsburg        |
| 8  | C    | Mateo Kovačić     | 6 maggio 1994 (30 anni)     | 99    | 5    | Manchester City  |
| 9  | A    | Andrej Kramarić   | 19 giugno 1991 (32 anni)    | 91    | 28   | Hoffenheim       |
| 10 | C    | Luka Modrić       | 9 settembre 1985 (38 anni)  | 174   | 24   | Real Madrid      |
| 11 | C    | Marcelo Brozović  | 16 novembre 1992 (31 anni)  | 95    | 7    | Al-Nassr         |
| 12 | P    | Nediljko Labrović | 10 ottobre 1999 (24 anni)   | 1     | -1   | Rijeka           |
| 13 | C    | Nikola Vlašić     | 4 ottobre 1997 (26 anni)    | 55    | 8    | Torino           |
| 14 | A    | Ivan Perišić      | 2 febbraio 1989 (35 anni)   | 129   | 33   | Hajduk Spalato   |
| 15 | C    | Mario Pašalić     | 9 febbraio 1995 (29 anni)   | 62    | 10   | Atalanta         |
| 16 | A    | Ante Budimir      | 22 luglio 1991 (32 anni)    | 19    | 2    | Osasuna          |
| 17 | A    | Bruno Petković    | 16 settembre 1994 (29 anni) | 36    | 11   | Dinamo Zagabria  |
| 18 | C    | Luka Ivanušec     | 26 novembre 1998 (25 anni)  | 19    | 2    | Feyenoord        |
| 19 | D    | Borna Sosa        | 21 gennaio 1998 (26 anni)   | 19    | 1    | Ajax             |
| 20 | A    | Marko Pjaca       | 6 maggio 1995 (29 anni)     | 25    | 1    | Rijeka           |
| 21 | D    | Domagoj Vida      | 29 aprile 1989 (35 anni)    | 104   | 4    | AEK Atene        |
| 22 | D    | Josip Juranović   | 16 agosto 1995 (28 anni)    | 36    | 0    | Union Berlino    |
| 23 | P    | Ivica Ivušić      | 1º febbraio 1995 (29 anni)  | 6     | -4   | Pafos            |
| 24 | A    | Marco Pašalić     | 14 settembre 2000 (23 anni) | 4     | 0    | Rijeka           |
| 25 | C    | Luka Sučić        | 8 settembre 2002 (21 anni)  | 5     | 0    | Salisburgo       |
| 26 | C    | Martin Baturina   | 16 febbraio 2003 (21 anni)  | 2     | 0    | Dinamo Zagabria  |

### Italia
Lista dei pre-convocati resa nota il 23 maggio 2024. Il 31 maggio Francesco Acerbi rinuncia alla convocazione a causa di un infortunio, al suo posto viene pre-allertato Federico Gatti. Il 3 giugno Giorgio Scalvini rinuncia alla convocazione a causa di un infortunio, al suo posto viene confermata la convocazione di Gatti. Il 6 giugno viene annunciata la lista definitiva dei convocati, con l'esclusione di Riccardo Orsolini, Ivan Provedel e Samuele Ricci.
Commissario tecnico:  Luciano Spalletti
| N. | Pos. | Giocatore             | Data nascita (età)          | Pres. | Reti | Squadra             |
| -- | ---- | --------------------- | --------------------------- | ----- | ---- | ------------------- |
| 1  | P    | Gianluigi Donnarumma  | 25 febbraio 1999 (25 anni)  | 61    | -49  | Paris Saint-Germain |
| 2  | D    | Giovanni Di Lorenzo   | 4 agosto 1993 (30 anni)     | 34    | 3    | Napoli              |
| 3  | D    | Federico Dimarco      | 10 novembre 1997 (26 anni)  | 17    | 2    | Inter               |
| 4  | D    | Alessandro Buongiorno | 6 giugno 1999 (25 anni)     | 3     | 0    | Torino              |
| 5  | D    | Riccardo Calafiori    | 19 maggio 2002 (22 anni)    | 0     | 0    | Bologna             |
| 6  | D    | Federico Gatti        | 24 giugno 1998 (25 anni)    | 3     | 0    | Juventus            |
| 7  | C    | Davide Frattesi       | 22 settembre 1999 (24 anni) | 13    | 4    | Inter               |
| 8  | C    | Jorginho              | 20 dicembre 1991 (32 anni)  | 52    | 5    | Arsenal             |
| 9  | A    | Gianluca Scamacca     | 1º gennaio 1999 (25 anni)   | 15    | 1    | Atalanta            |
| 10 | C    | Lorenzo Pellegrini    | 19 giugno 1996 (27 anni)    | 28    | 6    | Roma                |
| 11 | A    | Giacomo Raspadori     | 18 febbraio 2000 (24 anni)  | 26    | 6    | Napoli              |
| 12 | P    | Guglielmo Vicario     | 7 ottobre 1996 (27 anni)    | 2     | 0    | Tottenham           |
| 13 | D    | Matteo Darmian        | 2 dicembre 1989 (34 anni)   | 42    | 2    | Inter               |
| 14 | A    | Federico Chiesa       | 25 ottobre 1997 (26 anni)   | 45    | 7    | Juventus            |
| 15 | D    | Raoul Bellanova       | 17 maggio 2000 (24 anni)    | 1     | 0    | Torino              |
| 16 | C    | Bryan Cristante       | 3 marzo 1995 (29 anni)      | 38    | 2    | Roma                |
| 17 | D    | Gianluca Mancini      | 17 aprile 1996 (28 anni)    | 12    | 0    | Roma                |
| 18 | C    | Nicolò Barella        | 7 febbraio 1997 (27 anni)   | 53    | 9    | Inter               |
| 19 | A    | Mateo Retegui         | 29 aprile 1999 (25 anni)    | 6     | 4    | Genoa               |
| 20 | A    | Mattia Zaccagni       | 16 giugno 1995 (28 anni)    | 4     | 0    | Lazio               |
| 21 | C    | Nicolò Fagioli        | 12 febbraio 2001 (23 anni)  | 1     | 0    | Juventus            |
| 22 | A    | Stephan El Shaarawy   | 27 ottobre 1992 (31 anni)   | 31    | 7    | Roma                |
| 23 | D    | Alessandro Bastoni    | 13 aprile 1999 (25 anni)    | 22    | 1    | Inter               |
| 24 | D    | Andrea Cambiaso       | 20 febbraio 2000 (24 anni)  | 2     | 0    | Juventus            |
| 25 | C    | Michael Folorunsho    | 7 febbraio 1998 (26 anni)   | 0     | 0    | Verona              |
| 26 | P    | Alex Meret            | 22 marzo 1997 (27 anni)     | 3     | -2   | Napoli              |

### Albania
Lista dei pre-convocati resa nota il 27 maggio 2024. L'8 giugno viene annunciata la lista definitiva dei convocati, con l'esclusione di Simon Simoni.
Commissario tecnico:  Sylvinho
| N. | Pos. | Giocatore        | Data nascita (età)          | Pres. | Reti | Squadra         |
| -- | ---- | ---------------- | --------------------------- | ----- | ---- | --------------- |
| 1  | P    | Etrit Berisha    | 10 marzo 1989 (35 anni)     | 81    | -79  | Empoli          |
| 2  | D    | Iván Balliu      | 1º gennaio 1992 (32 anni)   | 13    | 0    | Rayo Vallecano  |
| 3  | D    | Mario Mitaj      | 6 agosto 2003 (20 anni)     | 13    | 0    | Lokomotiv Mosca |
| 4  | D    | Elseid Hysaj     | 2 febbraio 1994 (30 anni)   | 84    | 2    | Lazio           |
| 5  | D    | Arlind Ajeti     | 25 settembre 1993 (30 anni) | 25    | 1    | CFR Cluj        |
| 6  | D    | Berat Djimsiti   | 19 febbraio 1993 (31 anni)  | 57    | 1    | Atalanta        |
| 7  | A    | Rey Manaj        | 24 febbraio 1997 (27 anni)  | 33    | 7    | Sivasspor       |
| 8  | C    | Klaus Gjasula    | 14 dicembre 1989 (34 anni)  | 28    | 0    | Darmstadt       |
| 9  | A    | Jasir Asani      | 19 maggio 1995 (29 anni)    | 12    | 4    | Gwangju         |
| 10 | C    | Nedim Bajrami    | 28 febbraio 1999 (25 anni)  | 22    | 3    | Sassuolo        |
| 11 | A    | Armando Broja    | 10 settembre 2001 (22 anni) | 20    | 5    | Fulham          |
| 12 | P    | Elhan Kastrati   | 2 febbraio 1997 (27 anni)   | 2     | -1   | Cittadella      |
| 13 | D    | Enea Mihaj       | 5 luglio 1998 (25 anni)     | 18    | 0    | Famalicão       |
| 14 | C    | Qazim Laçi       | 19 gennaio 1996 (28 anni)   | 26    | 2    | Sparta Praga    |
| 15 | A    | Taulant Seferi   | 15 novembre 1996 (27 anni)  | 18    | 3    | Baniyas         |
| 16 | C    | Medon Berisha    | 21 ottobre 2003 (20 anni)   | 1     | 0    | Lecce           |
| 17 | C    | Ernest Muçi      | 19 marzo 2001 (23 anni)     | 10    | 3    | Beşiktaş        |
| 18 | D    | Ardian Ismajli   | 30 settembre 1996 (27 anni) | 37    | 2    | Empoli          |
| 19 | A    | Mirlind Daku     | 1º gennaio 1998 (26 anni)   | 5     | 1    | Rubin           |
| 20 | C    | Ylber Ramadani   | 12 aprile 1996 (28 anni)    | 34    | 1    | Lecce           |
| 21 | C    | Kristjan Asllani | 9 marzo 2002 (22 anni)      | 19    | 2    | Inter           |
| 22 | C    | Amir Abrashi     | 27 marzo 1990 (34 anni)     | 50    | 1    | Grasshoppers    |
| 23 | P    | Thomas Strakosha | 19 marzo 1995 (29 anni)     | 27    | -32  | Brentford       |
| 24 | D    | Marash Kumbulla  | 8 febbraio 2000 (24 anni)   | 19    | 0    | Sassuolo        |
| 25 | D    | Naser Aliji      | 27 dicembre 1993 (30 anni)  | 13    | 0    | Voluntari       |
| 26 | A    | Arbër Hoxha      | 6 ottobre 1998 (25 anni)    | 3     | 0    | Dinamo Zagabria |

## Gruppo C

### Slovenia
Lista dei pre-convocati resa nota il 21 maggio 2024. Il 7 giugno viene annunciata la lista definitiva dei convocati, con l'esclusione di Matevž Vidovšek, Žan Zaletel, Luka Zahovič e Miha Zajc.
Commissario tecnico:  Matjaž Kek
| N. | Pos. | Giocatore            | Data nascita (età)          | Pres. | Reti | Squadra         |
| -- | ---- | -------------------- | --------------------------- | ----- | ---- | --------------- |
| 1  | P    | Jan Oblak            | 7 gennaio 1993 (31 anni)    | 64    | -53  | Atlético Madrid |
| 2  | D    | Žan Karničnik        | 18 settembre 1994 (29 anni) | 26    | 1    | Celje           |
| 3  | D    | Jure Balkovec        | 9 settembre 1994 (29 anni)  | 32    | 0    | Alanyaspor      |
| 4  | D    | Miha Blažič          | 8 maggio 1993 (31 anni)     | 32    | 0    | Lech Poznań     |
| 5  | C    | Jon Gorenc-Stanković | 14 gennaio 1996 (28 anni)   | 22    | 1    | Sturm Graz      |
| 6  | D    | Jaka Bijol           | 5 febbraio 1999 (25 anni)   | 47    | 1    | Udinese         |
| 7  | C    | Benjamin Verbič      | 27 novembre 1993 (30 anni)  | 58    | 6    | Panathīnaïkos   |
| 8  | C    | Sandi Lovrić         | 28 marzo 1998 (26 anni)     | 33    | 4    | Udinese         |
| 9  | A    | Andraž Šporar        | 27 febbraio 1994 (30 anni)  | 51    | 11   | Panathīnaïkos   |
| 10 | C    | Timi Max Elšnik      | 29 aprile 1998 (26 anni)    | 13    | 1    | Olimpia Lubiana |
| 11 | A    | Benjamin Šeško       | 31 maggio 2003 (21 anni)    | 28    | 11   | RB Lipsia       |
| 12 | P    | Vid Belec            | 6 giugno 1990 (34 anni)     | 20    | -23  | APOEL           |
| 13 | D    | Erik Janža           | 21 giugno 1993 (30 anni)    | 8     | 2    | Górnik Zabrze   |
| 14 | C    | Jasmin Kurtić        | 10 gennaio 1989 (35 anni)   | 90    | 2    | Südtirol        |
| 15 | C    | Tomi Horvat          | 24 marzo 1999 (25 anni)     | 5     | 0    | Sturm Graz      |
| 16 | P    | Igor Vekič           | 6 maggio 1998 (26 anni)     | 1     | 0    | Vejle           |
| 17 | A    | Jan Mlakar           | 23 ottobre 1998 (25 anni)   | 15    | 2    | Pisa            |
| 18 | A    | Žan Vipotnik         | 18 marzo 2002 (22 anni)     | 8     | 2    | Bordeaux        |
| 19 | A    | Žan Celar            | 14 marzo 1999 (25 anni)     | 9     | 0    | Lugano          |
| 20 | D    | Petar Stojanović     | 7 ottobre 1995 (28 anni)    | 52    | 2    | Sampdoria       |
| 21 | D    | Vanja Drkušić        | 30 ottobre 1999 (24 anni)   | 6     | 0    | Soči            |
| 22 | C    | Adam Gnezda Čerin    | 16 luglio 1999 (24 anni)    | 29    | 4    | Panathīnaïkos   |
| 23 | D    | David Brekalo        | 3 dicembre 1998 (25 anni)   | 12    | 1    | Orlando City    |
| 24 | C    | Nino Žugelj          | 23 maggio 2000 (24 anni)    | 0     | 0    | Bodø/Glimt      |
| 25 | C    | Adrian Zeljković     | 19 agosto 2002 (21 anni)    | 1     | 0    | Spartak Trnava  |
| 26 | A    | Josip Iličić         | 29 gennaio 1988 (36 anni)   | 80    | 17   | Maribor         |

### Danimarca
Lista dei convocati resa nota il 30 maggio 2024. Il 7 giugno Victor Nelsson rinuncia per infortunio, al suo posto viene convocato Mathias Jørgensen.
Commissario tecnico:  Kasper Hjulmand
| N. | Pos. | Giocatore             | Data nascita (età)          | Pres. | Reti | Squadra          |
| -- | ---- | --------------------- | --------------------------- | ----- | ---- | ---------------- |
| 1  | P    | Kasper Schmeichel     | 5 novembre 1986 (37 anni)   | 100   | -81  | Anderlecht       |
| 2  | D    | Joachim Andersen      | 31 maggio 1996 (28 anni)    | 30    | 0    | Crystal Palace   |
| 3  | D    | Jannik Vestergaard    | 3 agosto 1992 (31 anni)     | 39    | 2    | Leicester City   |
| 4  | D    | Simon Kjaer           | 26 marzo 1989 (35 anni)     | 131   | 5    | Milan            |
| 5  | D    | Joakim Maehle         | 20 maggio 1997 (27 anni)    | 43    | 11   | Wolfsburg        |
| 6  | D    | Andreas Christensen   | 10 aprile 1996 (28 anni)    | 68    | 3    | Barcellona       |
| 7  | C    | Mathias Jensen        | 1º gennaio 1996 (28 anni)   | 30    | 1    | Brentford        |
| 8  | C    | Thomas Delaney        | 3 settembre 1991 (32 anni)  | 76    | 8    | Anderlecht       |
| 9  | A    | Rasmus Hojlund        | 4 febbraio 2003 (21 anni)   | 12    | 7    | Manchester Utd   |
| 10 | C    | Christian Eriksen     | 14 febbraio 1992 (32 anni)  | 128   | 40   | Manchester Utd   |
| 11 | C    | Andreas Skov Olsen    | 29 dicembre 1999 (24 anni)  | 29    | 8    | Club Bruges      |
| 12 | A    | Kasper Dolberg        | 6 ottobre 1997 (26 anni)    | 45    | 11   | Anderlecht       |
| 13 | D    | Mathias Jørgensen     | 23 aprile 1990 (34 anni)    | 37    | 2    | Brentford        |
| 14 | C    | Mikkel Damsgaard      | 3 luglio 2000 (23 anni)     | 26    | 4    | Brentford        |
| 15 | C    | Christian Norgaard    | 10 marzo 1994 (30 anni)     | 23    | 1    | Brentford        |
| 16 | P    | Mads Hermansen        | 11 luglio 2000 (23 anni)    | 0     | 0    | Leicester City   |
| 17 | D    | Victor Kristiansen    | 16 dicembre 2002 (21 anni)  | 6     | 0    | Bologna          |
| 18 | D    | Alexander Bah         | 9 dicembre 1997 (26 anni)   | 9     | 1    | Benfica          |
| 19 | A    | Jonas Wind            | 7 febbraio 1999 (25 anni)   | 26    | 8    | Wolfsburg        |
| 20 | A    | Yussuf Poulsen        | 15 giugno 1994 (29 anni)    | 77    | 12   | RB Lipsia        |
| 21 | C    | Morten Hjulmand       | 25 giugno 1999 (24 anni)    | 5     | 0    | Sporting Lisbona |
| 22 | P    | Frederik Ronnow       | 4 agosto 1992 (31 anni)     | 9     | -5   | Union Berlino    |
| 23 | C    | Pierre-Emile Hojbjerg | 5 agosto 1995 (28 anni)     | 75    | 8    | Tottenham        |
| 24 | A    | Anders Dreyer         | 2 maggio 1998 (26 anni)     | 3     | 0    | Anderlecht       |
| 25 | D    | Rasmus Kristensen     | 11 luglio 1997 (26 anni)    | 20    | 0    | Roma             |
| 26 | A    | Jacob Bruun Larsen    | 19 settembre 1998 (25 anni) | 6     | 1    | Burnley          |

### Serbia
Lista dei pre-convocati resa nota il 17 maggio 2024. Il 27 maggio viene annunciata la lista definitiva dei convocati, con l'esclusione di Aleksandar Jovanović, Strahinja Eraković, Jan-Carlo Simić, Nemanja Radonjić, Aleksandar Ćirković, Matija Gluščević, Samed Baždar e Mihailo Ivanović.
Commissario tecnico:  Dragan Stojković
| N. | Pos. | Giocatore               | Data nascita (età)          | Pres. | Reti | Squadra          |
| -- | ---- | ----------------------- | --------------------------- | ----- | ---- | ---------------- |
| 1  | P    | Predrag Rajković        | 31 ottobre 1995 (28 anni)   | 31    | -27  | Maiorca          |
| 2  | D    | Strahinja Pavlović      | 24 maggio 2001 (23 anni)    | 33    | 3    | Salisburgo       |
| 3  | D    | Nemanja Stojić          | 15 gennaio 1998 (26 anni)   | 1     | 0    | TSC Bačka Topola |
| 4  | D    | Nikola Milenković       | 12 ottobre 1997 (26 anni)   | 51    | 3    | Fiorentina       |
| 5  | C    | Nemanja Maksimović      | 26 gennaio 1995 (29 anni)   | 48    | 0    | Getafe           |
| 6  | D    | Nemanja Gudelj          | 16 novembre 1991 (32 anni)  | 60    | 1    | Siviglia         |
| 7  | A    | Dušan Vlahović          | 28 gennaio 2000 (24 anni)   | 25    | 13   | Juventus         |
| 8  | A    | Luka Jović              | 23 dicembre 1997 (26 anni)  | 33    | 10   | Milan            |
| 9  | A    | Aleksandar Mitrović     | 16 settembre 1994 (29 anni) | 89    | 57   | Al-Hilal         |
| 10 | C    | Dušan Tadić             | 20 novembre 1988 (35 anni)  | 106   | 22   | Fenerbahçe       |
| 11 | C    | Filip Kostić            | 1º novembre 1992 (31 anni)  | 62    | 3    | Juventus         |
| 12 | P    | Đorđe Petrović          | 8 ottobre 1999 (24 anni)    | 3     | -5   | Chelsea          |
| 13 | D    | Miloš Veljković         | 26 settembre 1995 (28 anni) | 29    | 1    | Werder Brema     |
| 14 | C    | Andrija Živković        | 11 luglio 1996 (27 anni)    | 44    | 1    | PAOK             |
| 15 | D    | Srđan Babić             | 22 aprile 1996 (28 anni)    | 8     | 1    | Spartak Mosca    |
| 16 | C    | Srđan Mijailović        | 10 novembre 1993 (30 anni)  | 7     | 0    | Stella Rossa     |
| 17 | C    | Ivan Ilić               | 17 marzo 2001 (23 anni)     | 14    | 0    | Torino           |
| 18 | A    | Petar Ratkov            | 18 agosto 2003 (20 anni)    | 1     | 0    | Salisburgo       |
| 19 | C    | Lazar Samardžić         | 24 febbraio 2002 (22 anni)  | 7     | 0    | Udinese          |
| 20 | C    | Sergej Milinković-Savić | 27 febbraio 1995 (29 anni)  | 49    | 8    | Al-Hilal         |
| 21 | C    | Mijat Gaćinović         | 8 febbraio 1995 (29 anni)   | 26    | 2    | AEK Atene        |
| 22 | C    | Saša Lukić              | 13 agosto 1996 (27 anni)    | 44    | 2    | Fulham           |
| 23 | P    | Vanja Milinković-Savić  | 20 febbraio 1997 (27 anni)  | 18    | -22  | Torino           |
| 24 | D    | Uroš Spajić             | 13 febbraio 1993 (31 anni)  | 20    | 0    | Stella Rossa     |
| 25 | D    | Filip Mladenović        | 15 agosto 1991 (32 anni)    | 30    | 1    | Panathīnaïkos    |
| 26 | C    | Veljko Birmančević      | 5 marzo 1998 (26 anni)      | 3     | 0    | Sparta Praga     |

### Inghilterra
Lista dei pre-convocati resa nota il 21 maggio 2024. Il 6 giugno viene annunciata la lista definitiva dei convocati, con l'esclusione prima di James Maddison e Curtis Jones, poi di Jack Grealish, Harry Maguire, James Trafford, Jarell Quansah e Jarrad Branthwaite.
Commissario tecnico:  Gareth Southgate
| N. | Pos. | Giocatore              | Data nascita (età)          | Pres. | Reti | Squadra         |
| -- | ---- | ---------------------- | --------------------------- | ----- | ---- | --------------- |
| 1  | P    | Jordan Pickford        | 7 marzo 1994 (30 anni)      | 61    | -46  | Everton         |
| 2  | D    | Kyle Walker            | 28 maggio 1990 (34 anni)    | 82    | 1    | Manchester City |
| 3  | D    | Luke Shaw              | 12 luglio 1995 (28 anni)    | 31    | 3    | Manchester Utd  |
| 4  | C    | Declan Rice            | 14 gennaio 1999 (25 anni)   | 50    | 3    | Arsenal         |
| 5  | D    | John Stones            | 28 maggio 1994 (30 anni)    | 71    | 3    | Manchester City |
| 6  | D    | Marc Guéhi             | 13 luglio 2000 (23 anni)    | 9     | 0    | Crystal Palace  |
| 7  | A    | Bukayo Saka            | 5 settembre 2001 (22 anni)  | 32    | 11   | Arsenal         |
| 8  | C    | Trent Alexander-Arnold | 7 ottobre 1998 (25 anni)    | 23    | 2    | Liverpool       |
| 9  | A    | Harry Kane             | 28 luglio 1993 (30 anni)    | 89    | 62   | Bayern Monaco   |
| 10 | C    | Jude Bellingham        | 29 giugno 2003 (20 anni)    | 29    | 3    | Real Madrid     |
| 11 | A    | Phil Foden             | 28 maggio 2000 (24 anni)    | 33    | 4    | Manchester City |
| 12 | D    | Kieran Trippier        | 19 settembre 1990 (33 anni) | 46    | 1    | Newcastle Utd   |
| 13 | P    | Aaron Ramsdale         | 14 maggio 1998 (26 anni)    | 4     | -5   | Arsenal         |
| 14 | D    | Ezri Konsa             | 23 ottobre 1997 (26 anni)   | 2     | 0    | Aston Villa     |
| 15 | D    | Lewis Dunk             | 21 novembre 1991 (32 anni)  | 5     | 0    | Brighton        |
| 16 | C    | Conor Gallagher        | 6 febbraio 2000 (24 anni)   | 12    | 0    | Chelsea         |
| 17 | A    | Ivan Toney             | 16 marzo 1996 (28 anni)     | 2     | 1    | Brentford       |
| 18 | A    | Anthony Gordon         | 24 febbraio 2001 (23 anni)  | 2     | 0    | Newcastle Utd   |
| 19 | A    | Ollie Watkins          | 30 dicembre 1995 (28 anni)  | 11    | 3    | Aston Villa     |
| 20 | A    | Jarrod Bowen           | 20 dicembre 1996 (27 anni)  | 7     | 0    | West Ham Utd    |
| 21 | C    | Eberechi Eze           | 29 giugno 1998 (25 anni)    | 2     | 0    | Crystal Palace  |
| 22 | D    | Joe Gomez              | 23 maggio 1997 (27 anni)    | 13    | 0    | Liverpool       |
| 23 | P    | Dean Henderson         | 12 marzo 1997 (27 anni)     | 1     | 0    | Crystal Palace  |
| 24 | C    | Cole Palmer            | 6 maggio 2002 (22 anni)     | 2     | 0    | Chelsea         |
| 25 | C    | Adam Wharton           | 6 febbraio 2004 (20 anni)   | 0     | 0    | Crystal Palace  |
| 26 | C    | Kobbie Mainoo          | 19 aprile 2005 (19 anni)    | 2     | 0    | Manchester Utd  |

## Gruppo D

### Polonia
Lista dei pre-convocati resa nota il 29 maggio 2024. Il 2 giugno Oliwier Zych rinuncia alla convocazione a causa di un infortunio, al suo posto viene convocato Mateusz Kochalski. Il 3 giugno viene convocato Jakub Kałuziński. Il 7 giugno viene annunciata la lista definitiva dei convocati, con l'esclusione di Mateusz Kochalski, Paweł Bochniewicz, Jakub Kałuziński e Arkadiusz Milik, quest'ultimo in seguito ad un infortunio.
Commissario tecnico:  Michał Probierz
| N. | Pos. | Giocatore             | Data nascita (età)         | Pres. | Reti | Squadra             |
| -- | ---- | --------------------- | -------------------------- | ----- | ---- | ------------------- |
| 1  | P    | Wojciech Szczęsny     | 18 aprile 1990 (34 anni)   | 81    | -77  | Juventus            |
| 2  | D    | Bartosz Salamon       | 1º maggio 1991 (33 anni)   | 12    | 0    | Lech Poznań         |
| 3  | D    | Paweł Dawidowicz      | 20 maggio 1995 (29 anni)   | 10    | 0    | Verona              |
| 4  | D    | Sebastian Walukiewicz | 5 aprile 2000 (24 anni)    | 3     | 0    | Empoli              |
| 5  | D    | Jan Bednarek          | 12 aprile 1996 (28 anni)   | 56    | 1    | Southampton         |
| 6  | C    | Jakub Piotrowski      | 4 ottobre 1997 (26 anni)   | 5     | 2    | Ludogorec           |
| 7  | A    | Karol Świderski       | 23 gennaio 1997 (27 anni)  | 30    | 10   | Verona              |
| 8  | C    | Jakub Moder           | 7 aprile 1999 (25 anni)    | 21    | 2    | Brighton            |
| 9  | A    | Robert Lewandowski    | 21 agosto 1988 (35 anni)   | 148   | 82   | Barcellona          |
| 10 | C    | Piotr Zieliński       | 20 maggio 1994 (30 anni)   | 88    | 11   | Napoli              |
| 11 | C    | Kamil Grosicki        | 8 giugno 1988 (36 anni)    | 93    | 17   | Pogoń Stettino      |
| 12 | P    | Łukasz Skorupski      | 5 maggio 1991 (33 anni)    | 9     | -8   | Bologna             |
| 13 | C    | Taras Romančuk        | 14 novembre 1991 (32 anni) | 2     | 0    | Jagiellonia         |
| 14 | D    | Jakub Kiwior          | 15 febbraio 2000 (24 anni) | 21    | 1    | Arsenal             |
| 15 | D    | Tymoteusz Puchacz     | 23 gennaio 1999 (25 anni)  | 13    | 0    | Kaiserslautern      |
| 16 | A    | Adam Buksa            | 12 luglio 1996 (27 anni)   | 14    | 6    | Antalyaspor         |
| 17 | C    | Damian Szymański      | 16 giugno 1995 (28 anni)   | 17    | 2    | AEK Atene           |
| 18 | D    | Bartosz Bereszyński   | 12 luglio 1992 (31 anni)   | 54    | 0    | Empoli              |
| 19 | C    | Przemysław Frankowski | 12 aprile 1995 (29 anni)   | 40    | 3    | Lens                |
| 20 | C    | Sebastian Szymański   | 10 maggio 1999 (25 anni)   | 32    | 3    | Fenerbahçe          |
| 21 | C    | Nicola Zalewski       | 23 gennaio 2002 (22 anni)  | 16    | 0    | Roma                |
| 22 | P    | Marcin Bułka          | 4 ottobre 1999 (24 anni)   | 1     | 0    | Nizza               |
| 23 | A    | Krzysztof Piątek      | 1º luglio 1995 (28 anni)   | 28    | 11   | İstanbul Başakşehir |
| 24 | C    | Bartosz Slisz         | 29 marzo 1999 (25 anni)    | 8     | 0    | Atlanta United      |
| 25 | C    | Michał Skóraś         | 15 febbraio 2000 (24 anni) | 7     | 0    | Club Bruges         |
| 26 | C    | Kacper Urbański       | 7 settembre 2004 (19 anni) | 0     | 0    | Bologna             |

### Paesi Bassi
Lista dei pre-convocati resa nota il 16 maggio 2024. Il 27 maggio Marten de Roon rinuncia alla convocazione a causa di un infortunio. Il 29 maggio viene annunciata la lista definitiva dei convocati, con l'esclusione di Ian Maatsen, Quinten Timber e Nick Olij. Il 10 giugno Frenkie de Jong rinuncia alla convocazione a causa di un infortunio , il giorno seguente al suo posto viene richiamato Ian Maatsen. L'11 giugno Teun Koopmeiners rinuncia alla convocazione a causa di un infortunio, il giorno seguente al suo posto viene convocato Joshua Zirkzee.
Commissario tecnico:  Ronald Koeman
| N. | Pos. | Giocatore            | Data nascita (età)         | Pres. | Reti | Squadra           |
| -- | ---- | -------------------- | -------------------------- | ----- | ---- | ----------------- |
| 1  | P    | Bart Verbruggen      | 18 agosto 2002 (21 anni)   | 5     | -4   | Brighton          |
| 2  | D    | Lutsharel Geertruida | 18 luglio 2000 (23 anni)   | 7     | 0    | Feyenoord         |
| 3  | D    | Matthijs de Ligt     | 19 agosto 1999 (24 anni)   | 44    | 2    | Bayern Monaco     |
| 4  | D    | Virgil van Dijk      | 8 luglio 1991 (32 anni)    | 66    | 7    | Liverpool         |
| 5  | D    | Nathan Aké           | 18 febbraio 1995 (29 anni) | 44    | 5    | Manchester City   |
| 6  | D    | Stefan de Vrij       | 5 febbraio 1992 (32 anni)  | 62    | 3    | Inter             |
| 7  | C    | Xavi Simons          | 21 aprile 2003 (21 anni)   | 13    | 0    | RB Lipsia         |
| 8  | C    | Georginio Wijnaldum  | 11 novembre 1990 (33 anni) | 91    | 28   | Al-Ettifaq        |
| 9  | A    | Wout Weghorst        | 7 agosto 1992 (31 anni)    | 31    | 9    | Hoffenheim        |
| 10 | A    | Memphis Depay        | 13 febbraio 1994 (30 anni) | 90    | 44   | Atlético Madrid   |
| 11 | A    | Cody Gakpo           | 7 maggio 1999 (25 anni)    | 23    | 9    | Liverpool         |
| 12 | D    | Jeremie Frimpong     | 10 dicembre 2000 (23 anni) | 2     | 0    | Bayer Leverkusen  |
| 13 | P    | Justin Bijlow        | 22 gennaio 1998 (26 anni)  | 8     | -11  | Feyenoord         |
| 14 | C    | Tijjani Reijnders    | 29 luglio 1998 (25 anni)   | 8     | 1    | Milan             |
| 15 | D    | Micky van de Ven     | 19 aprile 2001 (23 anni)   | 2     | 0    | Tottenham         |
| 16 | C    | Joey Veerman         | 19 novembre 1998 (25 anni) | 8     | 1    | PSV               |
| 17 | D    | Daley Blind          | 9 marzo 1990 (34 anni)     | 106   | 3    | Girona            |
| 18 | A    | Donyell Malen        | 19 gennaio 1999 (25 anni)  | 30    | 6    | Borussia Dortmund |
| 19 | A    | Brian Brobbey        | 1º febbraio 2002 (22 anni) | 1     | 0    | Ajax              |
| 20 | D    | Ian Maatsen          | 10 marzo 2002 (22 anni)    | 0     | 0    | Borussia Dortmund |
| 21 | A    | Joshua Zirkzee       | 22 maggio 2001 (23 anni)   | 0     | 0    | Bologna           |
| 22 | D    | Denzel Dumfries      | 18 aprile 1996 (28 anni)   | 52    | 6    | Inter             |
| 23 | P    | Mark Flekken         | 13 giugno 1993 (31 anni)   | 7     | -7   | Brentford         |
| 24 | C    | Jerdy Schouten       | 12 gennaio 1997 (27 anni)  | 3     | 0    | PSV               |
| 25 | A    | Steven Bergwijn      | 8 ottobre 1997 (26 anni)   | 32    | 8    | Ajax              |
| 26 | C    | Ryan Gravenberch     | 16 maggio 2002 (22 anni)   | 11    | 1    | Liverpool         |

### Austria
Lista dei pre-convocati resa nota il 22 maggio 2024. Il 7 giugno viene annunciata la lista definitiva dei convocati, con l'esclusione di Stefan Lainer, Tobias Lawal e Thierno Ballo.
Commissario tecnico:  Ralf Rangnick
| N. | Pos. | Giocatore             | Data nascita (età)          | Pres. | Reti | Squadra              |
| -- | ---- | --------------------- | --------------------------- | ----- | ---- | -------------------- |
| 1  | P    | Heinz Lindner         | 17 luglio 1990 (33 anni)    | 36    | -36  | Union Saint-Gilloise |
| 2  | D    | Maximilian Wöber      | 4 febbraio 1998 (26 anni)   | 23    | 0    | Borussia M'gladbach  |
| 3  | D    | Gernot Trauner        | 25 marzo 1992 (32 anni)     | 10    | 1    | Feyenoord            |
| 4  | D    | Kevin Danso           | 19 settembre 1998 (25 anni) | 18    | 0    | Lens                 |
| 5  | D    | Stefan Posch          | 14 maggio 1997 (27 anni)    | 30    | 1    | Bologna              |
| 6  | C    | Nicolas Seiwald       | 4 maggio 2001 (23 anni)     | 22    | 0    | RB Lipsia            |
| 7  | A    | Marko Arnautović      | 19 aprile 1989 (35 anni)    | 111   | 36   | Inter                |
| 8  | C    | Alexander Prass       | 26 maggio 2001 (23 anni)    | 4     | 0    | Sturm Graz           |
| 9  | C    | Marcel Sabitzer       | 17 marzo 1994 (30 anni)     | 78    | 17   | Borussia Dortmund    |
| 10 | C    | Florian Grillitsch    | 7 agosto 1995 (28 anni)     | 41    | 1    | Hoffenheim           |
| 11 | A    | Michael Gregoritsch   | 18 aprile 1994 (30 anni)    | 53    | 15   | Friburgo             |
| 12 | P    | Niklas Hedl           | 17 marzo 2001 (23 anni)     | 1     | 0    | Rapid Vienna         |
| 13 | P    | Patrick Pentz         | 2 gennaio 1997 (27 anni)    | 5     | -5   | Brøndby              |
| 14 | D    | Leopold Querfeld      | 20 dicembre 2003 (20 anni)  | 1     | 0    | Rapid Vienna         |
| 15 | D    | Philipp Lienhart      | 11 luglio 1996 (27 anni)    | 19    | 1    | Friburgo             |
| 16 | D    | Phillipp Mwene        | 29 gennaio 1994 (30 anni)   | 11    | 0    | Magonza              |
| 17 | C    | Florian Kainz         | 24 ottobre 1992 (31 anni)   | 27    | 1    | Colonia              |
| 18 | C    | Romano Schmid         | 27 gennaio 2000 (24 anni)   | 9     | 0    | Werder Brema         |
| 19 | C    | Christoph Baumgartner | 1º agosto 1999 (24 anni)    | 36    | 13   | RB Lipsia            |
| 20 | C    | Konrad Laimer         | 27 maggio 1997 (27 anni)    | 34    | 4    | Bayern Monaco        |
| 21 | D    | Flavius Daniliuc      | 27 aprile 2001 (23 anni)    | 2     | 0    | Salisburgo           |
| 22 | C    | Matthias Seidl        | 24 gennaio 2001 (23 anni)   | 3     | 0    | Rapid Vienna         |
| 23 | C    | Patrick Wimmer        | 30 maggio 2001 (23 anni)    | 10    | 0    | Wolfsburg            |
| 24 | A    | Andreas Weimann       | 5 agosto 1991 (32 anni)     | 23    | 2    | West Bromwich        |
| 25 | A    | Maximilian Entrup     | 25 luglio 1997 (26 anni)    | 2     | 1    | Hartberg             |
| 26 | C    | Marco Grüll           | 6 luglio 1998 (25 anni)     | 4     | 0    | Rapid Vienna         |

### Francia
Lista dei convocati resa nota il 16 maggio 2024.
Commissario tecnico:  Didier Deschamps
| N. | Pos. | Giocatore           | Data nascita (età)          | Pres. | Reti | Squadra             |
| -- | ---- | ------------------- | --------------------------- | ----- | ---- | ------------------- |
| 1  | P    | Brice Samba         | 26 aprile 1994 (30 anni)    | 3     | -4   | Lens                |
| 2  | D    | Benjamin Pavard     | 28 marzo 1996 (28 anni)     | 53    | 5    | Inter               |
| 3  | D    | Jonathan Clauss     | 25 settembre 1992 (31 anni) | 12    | 1    | Olympique Marsiglia |
| 4  | D    | Dayot Upamecano     | 27 ottobre 1998 (25 anni)   | 18    | 2    | Bayern Monaco       |
| 5  | D    | Jules Koundé        | 12 novembre 1998 (25 anni)  | 26    | 0    | Barcellona          |
| 6  | C    | Eduardo Camavinga   | 10 novembre 2002 (21 anni)  | 15    | 1    | Real Madrid         |
| 7  | A    | Antoine Griezmann   | 21 marzo 1991 (33 anni)     | 127   | 44   | Atlético Madrid     |
| 8  | C    | Aurélien Tchouaméni | 27 gennaio 2000 (24 anni)   | 31    | 3    | Real Madrid         |
| 9  | A    | Olivier Giroud      | 30 settembre 1986 (37 anni) | 131   | 57   | Milan               |
| 10 | A    | Kylian Mbappé       | 20 dicembre 1998 (25 anni)  | 77    | 46   | Paris Saint-Germain |
| 11 | A    | Ousmane Dembélé     | 15 maggio 1997 (27 anni)    | 43    | 5    | Paris Saint-Germain |
| 12 | A    | Randal Kolo Muani   | 5 dicembre 1998 (25 anni)   | 15    | 3    | Paris Saint-Germain |
| 13 | C    | N'Golo Kanté        | 29 marzo 1991 (33 anni)     | 53    | 2    | Al-Ittihad          |
| 14 | C    | Adrien Rabiot       | 3 aprile 1995 (29 anni)     | 43    | 4    | Juventus            |
| 15 | A    | Marcus Thuram       | 6 agosto 1997 (26 anni)     | 18    | 2    | Inter               |
| 16 | P    | Mike Maignan        | 3 luglio 1995 (28 anni)     | 14    | -9   | Milan               |
| 17 | D    | William Saliba      | 24 marzo 2001 (23 anni)     | 13    | 0    | Arsenal             |
| 18 | C    | Warren Zaïre-Emery  | 8 marzo 2006 (18 anni)      | 2     | 1    | Paris Saint-Germain |
| 19 | C    | Youssouf Fofana     | 10 gennaio 1999 (25 anni)   | 17    | 3    | Monaco              |
| 20 | A    | Kingsley Coman      | 13 giugno 1996 (28 anni)    | 55    | 8    | Bayern Monaco       |
| 21 | D    | Ferland Mendy       | 8 giugno 1995 (29 anni)     | 9     | 0    | Real Madrid         |
| 22 | D    | Theo Hernández      | 6 ottobre 1997 (26 anni)    | 25    | 2    | Milan               |
| 23 | P    | Alphonse Areola     | 27 febbraio 1993 (31 anni)  | 5     | -3   | West Ham Utd        |
| 24 | D    | Ibrahima Konaté     | 25 maggio 1999 (25 anni)    | 14    | 0    | Liverpool           |
| 25 | A    | Bradley Barcola     | 2 settembre 2002 (21 anni)  | 0     | 0    | Paris Saint-Germain |

## Gruppo E

### Belgio
Lista dei convocati resa nota il 28 maggio 2024.
Commissario tecnico:  Domenico Tedesco
| N. | Pos. | Giocatore            | Data nascita (età)          | Pres. | Reti | Squadra           |
| -- | ---- | -------------------- | --------------------------- | ----- | ---- | ----------------- |
| 1  | P    | Koen Casteels        | 25 giugno 1992 (31 anni)    | 8     | -5   | Wolfsburg         |
| 2  | D    | Zeno Debast          | 24 ottobre 2003 (20 anni)   | 6     | 0    | Anderlecht        |
| 3  | D    | Arthur Theate        | 25 maggio 2000 (24 anni)    | 15    | 0    | Rennes            |
| 4  | D    | Wout Faes            | 3 aprile 1998 (26 anni)     | 13    | 0    | Leicester City    |
| 5  | D    | Jan Vertonghen       | 24 aprile 1987 (37 anni)    | 154   | 10   | Anderlecht        |
| 6  | D    | Axel Witsel          | 12 gennaio 1989 (35 anni)   | 130   | 12   | Atlético Madrid   |
| 7  | C    | Kevin De Bruyne      | 28 giugno 1991 (32 anni)    | 99    | 26   | Manchester City   |
| 8  | C    | Youri Tielemans      | 7 maggio 1997 (27 anni)     | 67    | 7    | Aston Villa       |
| 9  | A    | Leandro Trossard     | 4 dicembre 1994 (29 anni)   | 32    | 7    | Arsenal           |
| 10 | A    | Romelu Lukaku        | 13 maggio 1993 (31 anni)    | 114   | 83   | Roma              |
| 11 | C    | Yannick Carrasco     | 4 settembre 1993 (30 anni)  | 72    | 11   | Al-Shabab         |
| 12 | P    | Thomas Kaminski      | 23 ottobre 1992 (31 anni)   | 1     | 0    | Luton Town        |
| 13 | P    | Matz Sels            | 26 febbraio 1992 (32 anni)  | 8     | -5   | Nottingham Forest |
| 14 | A    | Dodi Lukebakio       | 24 settembre 1997 (26 anni) | 14    | 2    | Siviglia          |
| 15 | D    | Thomas Meunier       | 12 settembre 1991 (32 anni) | 64    | 8    | Trabzonspor       |
| 16 | C    | Aster Vranckx        | 4 ottobre 2002 (21 anni)    | 6     | 0    | Wolfsburg         |
| 17 | A    | Charles De Ketelaere | 10 marzo 2001 (23 anni)     | 14    | 2    | Atalanta          |
| 18 | C    | Orel Mangala         | 18 marzo 1998 (26 anni)     | 13    | 0    | Olympique Lione   |
| 19 | A    | Johan Bakayoko       | 20 aprile 2003 (21 anni)    | 10    | 1    | PSV               |
| 20 | A    | Loïs Openda          | 16 febbraio 2000 (24 anni)  | 16    | 2    | RB Lipsia         |
| 21 | D    | Timothy Castagne     | 5 dicembre 1995 (28 anni)   | 41    | 2    | Fulham            |
| 22 | A    | Jérémy Doku          | 27 maggio 2002 (22 anni)    | 20    | 2    | Manchester City   |
| 23 | C    | Arthur Vermeeren     | 7 febbraio 2005 (19 anni)   | 3     | 0    | Atlético Madrid   |
| 24 | C    | Amadou Onana         | 16 agosto 2001 (22 anni)    | 11    | 0    | Everton           |
| 25 | D    | Maxim De Cuyper      | 22 dicembre 2000 (23 anni)  | 0     | 0    | Club Bruges       |

### Slovacchia
Lista dei pre-convocati resa nota il 27 maggio 2024. Il 7 giugno viene annunciata la lista definitiva dei convocati, con l'esclusione di Dominik Takáč, Michal Tomič, Matúš Kmeť, Jakub Kadák, Dominik Hollý e Róbert Polievka.
Commissario tecnico:  Francesco Calzona
| N. | Pos. | Giocatore         | Data nascita (età)          | Pres. | Reti | Squadra             |
| -- | ---- | ----------------- | --------------------------- | ----- | ---- | ------------------- |
| 1  | P    | Martin Dúbravka   | 15 gennaio 1989 (35 anni)   | 42    | -48  | Newcastle Utd       |
| 2  | D    | Peter Pekarík     | 30 ottobre 1986 (37 anni)   | 124   | 2    | Hertha Berlino      |
| 3  | D    | Denis Vavro       | 10 aprile 1996 (28 anni)    | 19    | 2    | Copenaghen          |
| 4  | D    | Adam Obert        | 23 agosto 2002 (21 anni)    | 1     | 0    | Cagliari            |
| 5  | C    | Tomáš Rigo        | 3 luglio 2002 (21 anni)     | 1     | 1    | Baník Ostrava       |
| 6  | D    | Norbert Gyömbér   | 3 luglio 1992 (31 anni)     | 36    | 0    | Salernitana         |
| 7  | A    | Tomáš Suslov      | 7 giugno 2002 (22 anni)     | 25    | 2    | Verona              |
| 8  | C    | Ondrej Duda       | 5 dicembre 1994 (29 anni)   | 69    | 12   | Verona              |
| 9  | A    | Róbert Boženík    | 18 novembre 1999 (24 anni)  | 37    | 6    | Boavista            |
| 10 | A    | Ľubomír Tupta     | 27 marzo 1998 (26 anni)     | 2     | 0    | Slovan Liberec      |
| 11 | C    | László Bénes      | 9 settembre 1997 (26 anni)  | 18    | 1    | Amburgo             |
| 12 | P    | Marek Rodák       | 13 dicembre 1996 (27 anni)  | 21    | -21  | Fulham              |
| 13 | C    | Patrik Hrošovský  | 22 aprile 1992 (32 anni)    | 53    | 0    | Genk                |
| 14 | D    | Milan Škriniar    | 11 febbraio 1995 (29 anni)  | 66    | 3    | Paris Saint-Germain |
| 15 | D    | Vernon De Marco   | 18 novembre 1992 (31 anni)  | 7     | 1    | Hatta Club          |
| 16 | D    | Dávid Hancko      | 13 dicembre 1997 (26 anni)  | 35    | 4    | Feyenoord           |
| 17 | A    | Lukáš Haraslín    | 26 maggio 1996 (28 anni)    | 32    | 5    | Sparta Praga        |
| 18 | A    | Dávid Strelec     | 4 aprile 2001 (23 anni)     | 17    | 2    | Slovan Bratislava   |
| 19 | C    | Juraj Kucka       | 26 febbraio 1987 (37 anni)  | 104   | 13   | Slovan Bratislava   |
| 20 | A    | Dávid Ďuriš       | 22 marzo 1999 (25 anni)     | 9     | 1    | Ascoli              |
| 21 | C    | Matúš Bero        | 6 settembre 1995 (28 anni)  | 29    | 1    | Bochum              |
| 22 | C    | Stanislav Lobotka | 25 novembre 1994 (29 anni)  | 52    | 4    | Napoli              |
| 23 | P    | Henrich Ravas     | 16 agosto 1997 (26 anni)    | 0     | 0    | N.E. Revolution     |
| 24 | A    | Leo Sauer         | 16 dicembre 2005 (18 anni)  | 1     | 0    | Feyenoord           |
| 25 | D    | Sebastian Kóša    | 13 settembre 2003 (20 anni) | 0     | 0    | Spartak Trnava      |
| 26 | A    | Ivan Schranz      | 13 settembre 1993 (30 anni) | 21    | 3    | Slavia Praga        |

### Romania
Lista dei pre-convocati resa nota il 24 maggio 2024. Il 7 giugno viene annunciata la lista definitiva dei convocati, con l'esclusione di Răzvan Sava e Constantin Grameni.
Commissario tecnico:  Edward Iordănescu
| N. | Pos. | Giocatore          | Data nascita (età)          | Pres. | Reti | Squadra           |
| -- | ---- | ------------------ | --------------------------- | ----- | ---- | ----------------- |
| 1  | P    | Florin Niță        | 3 luglio 1987 (36 anni)     | 20    | -20  | Gaziantep         |
| 2  | D    | Andrei Rațiu       | 20 giugno 1998 (25 anni)    | 16    | 1    | Rayo Vallecano    |
| 3  | D    | Radu Drăgușin      | 3 febbraio 2002 (22 anni)   | 15    | 0    | Tottenham         |
| 4  | D    | Adrian Rus         | 18 marzo 1996 (28 anni)     | 19    | 1    | Pafos             |
| 5  | D    | Ionuț Nedelcearu   | 25 aprile 1996 (28 anni)    | 26    | 2    | Palermo           |
| 6  | C    | Marius Marin       | 30 agosto 1998 (25 anni)    | 16    | 0    | Pisa              |
| 7  | A    | Denis Alibec       | 5 gennaio 1991 (33 anni)    | 37    | 5    | Al-Mu'aidar       |
| 8  | C    | Alexandru Cicâldău | 8 luglio 1997 (26 anni)     | 36    | 4    | Konyaspor         |
| 9  | A    | George Pușcaș      | 8 aprile 1996 (28 anni)     | 41    | 11   | Bari              |
| 10 | C    | Ianis Hagi         | 22 ottobre 1998 (25 anni)   | 33    | 5    | Alavés            |
| 11 | D    | Nicușor Bancu      | 18 settembre 1992 (31 anni) | 34    | 2    | FCU Craiova       |
| 12 | P    | Horațiu Moldovan   | 20 gennaio 1998 (26 anni)   | 10    | -9   | Atlético Madrid   |
| 13 | C    | Valentin Mihăilă   | 2 febbraio 2000 (24 anni)   | 19    | 4    | Parma             |
| 14 | C    | Darius Olaru       | 3 marzo 1998 (26 anni)      | 16    | 0    | FCSB              |
| 15 | D    | Andrei Burcă       | 15 aprile 1993 (31 anni)    | 27    | 1    | Al-Okhdood        |
| 16 | P    | Ștefan Târnovanu   | 9 maggio 2000 (24 anni)     | 1     | 0    | FCSB              |
| 17 | C    | Florinel Coman     | 10 aprile 1998 (26 anni)    | 13    | 1    | FCSB              |
| 18 | C    | Răzvan Marin       | 23 maggio 1996 (28 anni)    | 54    | 3    | Empoli            |
| 19 | A    | Denis Drăguș       | 6 luglio 1999 (24 anni)     | 9     | 2    | Gaziantep         |
| 20 | C    | Dennis Man         | 26 agosto 1998 (25 anni)    | 22    | 7    | Parma             |
| 21 | C    | Nicolae Stanciu    | 7 maggio 1993 (31 anni)     | 68    | 14   | Damac             |
| 22 | D    | Vasile Mogoș       | 31 ottobre 1992 (31 anni)   | 5     | 0    | CFR Cluj          |
| 23 | C    | Deian Sorescu      | 29 agosto 1997 (26 anni)    | 16    | 0    | Gaziantep         |
| 24 | D    | Bogdan Racovițan   | 6 giugno 2000 (24 anni)     | 1     | 0    | Raków Częstochowa |
| 25 | A    | Daniel Bîrligea    | 19 aprile 2000 (24 anni)    | 1     | 0    | CFR Cluj          |
| 26 | C    | Adrian Șut         | 30 aprile 1999 (25 anni)    | 1     | 0    | FCSB              |

### Ucraina
Lista dei convocati resa nota il 16 maggio 2024.
Commissario tecnico:  Serhij Rebrov
| N. | Pos. | Giocatore            | Data nascita (età)          | Pres. | Reti | Squadra          |
| -- | ---- | -------------------- | --------------------------- | ----- | ---- | ---------------- |
| 1  | P    | Heorhij Buščan       | 31 maggio 1994 (30 anni)    | 17    | -26  | Dinamo Kiev      |
| 2  | D    | Juchym Konoplja      | 26 agosto 1999 (24 anni)    | 12    | 1    | Šachtar          |
| 3  | D    | Oleksandr Svatok     | 27 settembre 1994 (29 anni) | 5     | 0    | Dnipro-1         |
| 4  | D    | Maksym Talovjerov    | 28 giugno 2000 (23 anni)    | 2     | 0    | LASK             |
| 5  | C    | Serhij Sydorčuk      | 2 maggio 1991 (33 anni)     | 60    | 3    | Westerlo         |
| 6  | C    | Taras Stepanenko     | 8 agosto 1989 (34 anni)     | 81    | 4    | Šachtar          |
| 7  | A    | Andrij Jarmolenko    | 23 ottobre 1989 (34 anni)   | 116   | 46   | Dinamo Kiev      |
| 8  | C    | Ruslan Malinovs'kyj  | 4 maggio 1993 (31 anni)     | 59    | 7    | Genoa            |
| 9  | A    | Roman Jaremčuk       | 27 novembre 1995 (28 anni)  | 48    | 14   | Valencia         |
| 10 | C    | Mychajlo Mudryk      | 5 gennaio 2001 (23 anni)    | 18    | 2    | Chelsea          |
| 11 | A    | Artem Dovbyk         | 21 giugno 1997 (26 anni)    | 25    | 8    | Girona           |
| 12 | P    | Anatolij Trubin      | 1º agosto 2001 (22 anni)    | 10    | -13  | Benfica          |
| 13 | D    | Illja Zabarnyj       | 1º settembre 2002 (21 anni) | 34    | 1    | Bournemouth      |
| 14 | C    | Heorhij Sudakov      | 1º settembre 2002 (21 anni) | 14    | 1    | Šachtar          |
| 15 | C    | Viktor Cyhankov      | 15 novembre 1997 (26 anni)  | 51    | 12   | Girona           |
| 16 | D    | Vitalij Mykolenko    | 29 maggio 1999 (25 anni)    | 39    | 1    | Everton          |
| 17 | C    | Oleksandr Zinčenko   | 15 dicembre 1996 (27 anni)  | 60    | 9    | Arsenal          |
| 18 | C    | Volodymyr Bražko     | 23 gennaio 2002 (22 anni)   | 2     | 0    | Dinamo Kiev      |
| 19 | C    | Mykola Šaparenko     | 4 ottobre 1998 (25 anni)    | 28    | 1    | Dinamo Kiev      |
| 20 | A    | Oleksandr Zubkov     | 3 agosto 1996 (27 anni)     | 30    | 2    | Šachtar          |
| 21 | D    | Valerij Bondar       | 27 febbraio 1999 (25 anni)  | 3     | 0    | Šachtar          |
| 22 | D    | Mykola Matvijenko    | 2 maggio 1996 (28 anni)     | 63    | 0    | Šachtar          |
| 23 | P    | Andrij Lunin         | 11 febbraio 1999 (25 anni)  | 11    | -8   | Real Madrid      |
| 24 | D    | Oleksandr Tymčyk     | 20 gennaio 1997 (27 anni)   | 15    | 1    | Dinamo Kiev      |
| 25 | A    | Vladyslav Vanat      | 4 gennaio 2002 (22 anni)    | 5     | 0    | Dinamo Kiev      |
| 26 | D    | Bohdan Mychajličenko | 21 marzo 1997 (27 anni)     | 7     | 0    | Polіssja Žytomyr |

## Gruppo F

### Turchia
Lista dei pre-convocati resa nota il 24 maggio 2024. Il 29 maggio Bertuğ Yıldırım viene convocato dall'Under-21 e Çağlar Söyüncü rinuncia alla convocazione a causa di un infortunio. Il 1º giugno 2024 Enes Ünal rinuncia alla convocazione a causa di un infortunio. Il 5 giugno Ozan Kabak rinuncia alla convocazione a causa di un infortunio. Il 7 giugno viene annunciata la lista definitiva dei convocati, con l'esclusione di Abdülkadir Ömür, Cenk Özkacar, Berat Özdemir, Oğuz Aydın, Can Uzun e Doğan Alemdar, mentre viene convocato nuovamente Bertuğ Yıldırım.
Commissario tecnico:  Vincenzo Montella
| N. | Pos. | Giocatore           | Data nascita (età)         | Pres. | Reti | Squadra           |
| -- | ---- | ------------------- | -------------------------- | ----- | ---- | ----------------- |
| 1  | P    | Mert Günok          | 1º marzo 1989              | 28    | -26  | Beşiktaş          |
| 2  | D    | Zeki Çelik          | 17 febbraio 1997           | 44    | 2    | Roma              |
| 3  | D    | Merih Demiral       | 5 marzo 1998               | 42    | 2    | Al-Ahli           |
| 4  | D    | Samet Akaydin       | 13 marzo 1994 (30 anni)    | 5     | 0    | Panathīnaïkos     |
| 5  | C    | Okay Yokuşlu        | 9 marzo 1994 (30 anni)     | 39    | 1    | West Bromwich     |
| 6  | C    | Orkun Kökçü         | 29 dicembre 2000 (23 anni) | 26    | 2    | Benfica           |
| 7  | A    | Kerem Aktürkoğlu    | 21 ottobre 1998 (25 anni)  | 28    | 5    | Galatasaray       |
| 8  | C    | Arda Güler          | 25 febbraio 2005 (19 anni) | 6     | 1    | Real Madrid       |
| 9  | A    | Cenk Tosun          | 7 giugno 1991 (33 anni)    | 50    | 20   | Beşiktaş          |
| 10 | C    | Hakan Çalhanoğlu    | 8 febbraio 1994 (30 anni)  | 84    | 18   | Inter             |
| 11 | A    | Yusuf Yazıcı        | 29 gennaio 1997 (27 anni)  | 42    | 3    | Lilla             |
| 12 | P    | Altay Bayındır      | 14 aprile 1998             | 8     | -11  | Manchester Utd    |
| 13 | D    | Ahmetcan Kaplan     | 16 gennaio 2003 (21 anni)  | 0     | 0    | Ajax              |
| 14 | D    | Abdülkerim Bardakcı | 7 settembre 1994 (29 anni) | 6     | 1    | Galatasaray       |
| 15 | C    | Salih Özcan         | 11 gennaio 1998 (26 anni)  | 17    | 0    | Borussia Dortmund |
| 16 | C    | İsmail Yüksek       | 26 gennaio 1999 (25 anni)  | 14    | 1    | Fenerbahçe        |
| 17 | A    | İrfan Kahveci       | 15 luglio 1995 (28 anni)   | 31    | 2    | Fenerbahçe        |
| 18 | D    | Mert Müldür         | 3 aprile 1999              | 22    | 1    | Fenerbahçe        |
| 19 | A    | Kenan Yıldız        | 4 maggio 2005 (19 anni)    | 5     | 1    | Juventus          |
| 20 | D    | Ferdi Kadıoğlu      | 7 ottobre 1999 (24 anni)   | 15    | 1    | Fenerbahçe        |
| 21 | A    | Barış Alper Yılmaz  | 23 maggio 2000 (24 anni)   | 13    | 1    | Galatasaray       |
| 22 | C    | Kaan Ayhan          | 10 novembre 1994 (29 anni) | 56    | 5    | Galatasaray       |
| 23 | P    | Uğurcan Çakır       | 5 aprile 1996              | 27    | -44  | Trabzonspor       |
| 24 | A    | Semih Kılıçsoy      | 15 agosto 2005 (18 anni)   | 0     | 0    | Beşiktaş          |
| 25 | A    | Yunus Akgün         | 7 luglio 2000 (23 anni)    | 9     | 2    | Leicester City    |
| 26 | A    | Bertuğ Yıldırım     | 12 gennaio 2002 (22 anni)  | 3     | 2    | Rennes            |

### Georgia
Lista dei convocati resa nota il 22 maggio 2024. Il 24 maggio Jaba K'ank'ava ha rifiutato la convocazione ed è stato sostituito da Gabriel Sigua.
Commissario tecnico:  Willy Sagnol
| N. | Pos. | Giocatore              | Data nascita (età)          | Pres. | Reti | Squadra           |
| -- | ---- | ---------------------- | --------------------------- | ----- | ---- | ----------------- |
| 1  | P    | Giorgi Loria           | 27 gennaio 1986 (38 anni)   | 78    | -85  | Dinamo Tbilisi    |
| 2  | D    | Otar Kakabadze         | 27 giugno 1995 (28 anni)    | 60    | 0    | KS Cracovia       |
| 3  | D    | Lasha Dvali            | 14 maggio 1995 (29 anni)    | 31    | 1    | APOEL             |
| 4  | D    | Guram Kashia           | 4 luglio 1987 (36 anni)     | 112   | 3    | Slovan Bratislava |
| 5  | D    | Solomon Kvirkvelia     | 6 febbraio 1992 (32 anni)   | 58    | 0    | Al-Okhdood        |
| 6  | C    | Giorgi Kochorashvili   | 19 giugno 1999 (24 anni)    | 7     | 0    | Levante           |
| 7  | A    | Khvicha K'varatskhelia | 12 febbraio 2001 (23 anni)  | 29    | 15   | Napoli            |
| 8  | A    | Budu Zivzivadze        | 10 marzo 1994 (30 anni)     | 25    | 7    | Karlsruhe         |
| 9  | C    | Zuriko Davitashvili    | 15 febbraio 2001 (23 anni)  | 34    | 6    | Bordeaux          |
| 10 | C    | Giorgi Chakvetadze     | 29 agosto 1999 (24 anni)    | 24    | 8    | Watford           |
| 11 | A    | Giorgi Kvilitaia       | 1º ottobre 1993 (30 anni)   | 37    | 6    | APOEL             |
| 12 | P    | Luk'a Gugeshashvili    | 29 aprile 1999 (25 anni)    | 1     | 0    | Qarabağ           |
| 13 | D    | Giorgi Gocholeishvili  | 14 febbraio 2001 (23 anni)  | 8     | 0    | Šachtar           |
| 14 | D    | Luka Lochoshvili       | 29 maggio 1998 (26 anni)    | 10    | 1    | Cremonese         |
| 15 | D    | Giorgi Gvelesiani      | 5 aprile 1991 (33 anni)     | 0     | 0    | Persepolis        |
| 16 | C    | Nik'a K'vek'vesk'iri   | 29 maggio 1992 (32 anni)    | 59    | 0    | Lech Poznań       |
| 17 | C    | Otar Kiteishvili       | 26 marzo 1996 (28 anni)     | 36    | 2    | Sturm Graz        |
| 18 | C    | Sandro Altunashvili    | 19 maggio 1997 (27 anni)    | 4     | 0    | Wolfsberger       |
| 19 | C    | Levan Shengelia        | 27 ottobre 1995 (28 anni)   | 16    | 1    | Panaitōlikos      |
| 20 | C    | Anzor Mekvabishvili    | 5 giugno 2001 (23 anni)     | 13    | 0    | FCU Craiova       |
| 21 | C    | Giorgi Ts'it'aishvili  | 18 novembre 2000 (23 anni)  | 16    | 1    | Dinamo Batumi     |
| 22 | A    | Georges Mikautadze     | 31 ottobre 2000 (23 anni)   | 24    | 9    | Metz              |
| 23 | C    | Saba Lobzhanidze       | 18 dicembre 1994 (29 anni)  | 36    | 3    | Atlanta United    |
| 24 | D    | Jemal Tabidze          | 18 marzo 1996 (28 anni)     | 15    | 1    | Panaitōlikos      |
| 25 | P    | Giorgi Mamardashvili   | 29 settembre 2000 (23 anni) | 16    | -26  | Valencia          |
| 26 | C    | Gabriel Sigua          | 30 giugno 2005 (18 anni)    | 2     | 0    | Basilea           |

### Portogallo
Lista dei convocati resa nota il 21 maggio 2024. Il 3 giugno Otávio rinuncia alla convocazione a causa di un infortunio, al suo posto viene convocato Matheus Nunes.
Commissario tecnico:  Roberto Martínez
| N. | Pos. | Giocatore           | Data nascita (età)          | Pres. | Reti | Squadra             |
| -- | ---- | ------------------- | --------------------------- | ----- | ---- | ------------------- |
| 1  | P    | Rui Patrício        | 15 febbraio 1988 (36 anni)  | 108   | -89  | Roma                |
| 2  | D    | Nélson Semedo       | 16 novembre 1993 (30 anni)  | 28    | 0    | Wolverhampton       |
| 3  | D    | Pepe                | 26 febbraio 1983 (41 anni)  | 136   | 8    | Porto               |
| 4  | D    | Rúben Dias          | 14 maggio 1997 (27 anni)    | 54    | 2    | Manchester City     |
| 5  | D    | Diogo Dalot         | 18 marzo 1999 (25 anni)     | 17    | 2    | Manchester Utd      |
| 6  | C    | João Palhinha       | 9 luglio 1995 (28 anni)     | 25    | 2    | Fulham              |
| 7  | A    | Cristiano Ronaldo   | 5 febbraio 1985 (39 anni)   | 206   | 128  | Al-Nassr            |
| 8  | C    | Bruno Fernandes     | 8 settembre 1994 (29 anni)  | 64    | 20   | Manchester Utd      |
| 9  | A    | Gonçalo Ramos       | 20 giugno 2001 (22 anni)    | 11    | 8    | Paris Saint-Germain |
| 10 | A    | Bernardo Silva      | 10 agosto 1994 (29 anni)    | 88    | 11   | Manchester City     |
| 11 | A    | João Félix          | 10 novembre 1999 (24 anni)  | 37    | 7    | Barcellona          |
| 12 | P    | José Sá             | 17 gennaio 1993 (31 anni)   | 1     | 0    | Wolverhampton       |
| 13 | D    | Danilo Pereira      | 9 settembre 1991 (32 anni)  | 71    | 2    | Paris Saint-Germain |
| 14 | D    | Gonçalo Inácio      | 25 agosto 2001 (22 anni)    | 6     | 2    | Sporting Lisbona    |
| 15 | C    | João Neves          | 27 settembre 2004 (19 anni) | 5     | 0    | Benfica             |
| 16 | C    | Matheus Nunes       | 27 agosto 1998 (25 anni)    | 12    | 2    | Manchester City     |
| 17 | A    | Rafael Leão         | 10 giugno 1999 (25 anni)    | 24    | 4    | Milan               |
| 18 | C    | Rúben Neves         | 13 marzo 1997 (27 anni)     | 46    | 0    | Al-Hilal            |
| 19 | D    | Nuno Mendes         | 19 giugno 2002 (21 anni)    | 20    | 0    | Paris Saint-Germain |
| 20 | D    | João Cancelo        | 27 maggio 1994 (30 anni)    | 51    | 10   | Barcellona          |
| 21 | A    | Diogo Jota          | 4 dicembre 1996 (27 anni)   | 36    | 12   | Liverpool           |
| 22 | P    | Diogo Costa         | 19 settembre 1999 (24 anni) | 20    | -13  | Porto               |
| 23 | C    | Vitinha             | 13 febbraio 2000 (24 anni)  | 15    | 0    | Paris Saint-Germain |
| 24 | D    | António Silva       | 30 ottobre 2003 (20 anni)   | 9     | 0    | Benfica             |
| 25 | A    | Pedro Neto          | 9 marzo 2000 (24 anni)      | 5     | 1    | Wolverhampton       |
| 26 | A    | Francisco Conceição | 14 dicembre 2002 (21 anni)  | 1     | 0    | Porto               |

### Rep. Ceca
Lista dei convocati resa nota il 28 maggio 2024. Il 9 giugno Michal Sadílek rinuncia per infortunio, al suo posto il 12 giugno viene convocato Petr Ševčík.
Commissario tecnico:  Ivan Hašek
| N. | Pos. | Giocatore       | Data nascita (età)         | Pres. | Reti | Squadra          |
| -- | ---- | --------------- | -------------------------- | ----- | ---- | ---------------- |
| 1  | P    | Jindřich Staněk | 27 aprile 1996 (28 anni)   | 9     | -9   | Slavia Praga     |
| 2  | D    | David Zima      | 8 novembre 2000 (23 anni)  | 20    | 1    | Slavia Praga     |
| 3  | D    | Tomáš Holeš     | 31 marzo 1993 (31 anni)    | 27    | 2    | Slavia Praga     |
| 4  | D    | Robin Hranáč    | 29 gennaio 2000 (24 anni)  | 1     | 0    | Viktoria Plzeň   |
| 5  | D    | Vladimír Coufal | 22 agosto 1992 (31 anni)   | 40    | 1    | West Ham Utd     |
| 6  | D    | Martin Vitík    | 21 gennaio 2003 (21 anni)  | 1     | 0    | Sparta Praga     |
| 7  | C    | Antonín Barák   | 3 dicembre 1994 (29 anni)  | 39    | 9    | Fiorentina       |
| 8  | C    | Petr Ševčík     | 4 maggio 1994 (30 anni)    | 15    | 0    | Slavia Praga     |
| 9  | A    | Adam Hložek     | 25 luglio 2002 (21 anni)   | 31    | 2    | Bayer Leverkusen |
| 10 | A    | Patrik Schick   | 24 gennaio 1996 (28 anni)  | 37    | 18   | Bayer Leverkusen |
| 11 | A    | Jan Kuchta      | 8 gennaio 1997 (27 anni)   | 20    | 2    | Sparta Praga     |
| 12 | D    | David Douděra   | 31 maggio 1998 (26 anni)   | 8     | 1    | Slavia Praga     |
| 13 | A    | Mojmír Chytil   | 29 aprile 1999 (25 anni)   | 12    | 4    | Slavia Praga     |
| 14 | C    | Lukáš Provod    | 23 ottobre 1996 (27 anni)  | 18    | 2    | Slavia Praga     |
| 15 | D    | David Jurásek   | 7 agosto 2000 (23 anni)    | 7     | 0    | Hoffenheim       |
| 16 | P    | Matěj Kovář     | 17 maggio 2000 (24 anni)   | 1     | -1   | Bayer Leverkusen |
| 17 | A    | Václav Černý    | 17 ottobre 1997 (26 anni)  | 15    | 5    | Wolfsburg        |
| 18 | D    | Ladislav Krejčí | 20 aprile 1999 (25 anni)   | 9     | 3    | Sparta Praga     |
| 19 | A    | Tomáš Chorý     | 26 gennaio 1995 (29 anni)  | 3     | 2    | Viktoria Plzeň   |
| 20 | C    | Ondřej Lingr    | 7 ottobre 1998 (25 anni)   | 13    | 0    | Feyenoord        |
| 21 | C    | Lukáš Červ      | 10 aprile 2001 (23 anni)   | 0     | 0    | Viktoria Plzeň   |
| 22 | C    | Tomáš Souček    | 27 febbraio 1995 (29 anni) | 68    | 12   | West Ham Utd     |
| 23 | P    | Vítězslav Jaroš | 21 luglio 2001 (22 anni)   | 0     | 0    | Sturm Graz       |
| 24 | D    | Tomáš Vlček     | 28 febbraio 2001 (23 anni) | 1     | 0    | Slavia Praga     |
| 25 | C    | Pavel Šulc      | 29 dicembre 2000 (23 anni) | 1     | 0    | Viktoria Plzeň   |
| 26 | C    | Matĕj Jurasék   | 30 agosto 2003 (20 anni)   | 1     | 0    | Slavia Praga     |

## Giocatori per club
| Giocatori | Squadra |
| --------- | --- |
| 13        | Manchester City, Inter |
| 12        | Paris Saint-Germain, Real Madrid |
| 11        | RB Lipsia, Barcellona |
| 10        | Slavia Praga, Arsenal, Bayer Leverkusen, Bayern Monaco |
| 9         | Liverpool, Bologna, Juventus, Roma |
| 8         | Manchester Utd, Borussia Dortmund, Wolfsburg, Milan |
| 7         | Brentford, Feyenoord, Atlético Madrid, Fenerbahçe, Šachtar |
| 6         | Anderlecht, Sparta Praga, Hoffenheim, Napoli, Torino, Real Sociedad, Dinamo Kiev |
| 5         | Sturm Graz, Brighton, Chelsea, Crystal Palace, Fulham, Stoccarda, Panathīnaïkos, Empoli, Verona, Ajax, Benfica |
| 4         | Rapid Vienna, Salisburgo, Viktoria Plzeň, Aston Villa, Leicester City, Newcastle Utd, Tottenham, West Ham Utd, Friburgo, AEK Atene, Atalanta, FCSB, Celtic, Beşiktaş, Galatasaray |
| 3         | Club Bruges, Dinamo Zagabria, Rijeka, APOEL, Bournemouth, Everton, Norwich City, Southampton, Wolverhampton, Lens, Monaco, Rennes, Union Berlino, Ferencváros, Lecce, Parma, Sassuolo, Udinese, PSV, Lech Poznań, Porto, CFR Cluj, Al-Hilal, Al-Nassr, Slovan Bratislava, Athletic Bilbao, Girona, Siviglia, Gaziantep |
| 2         | Ludogorec, Hajduk Spalato, Pafos, Copenaghen, Bristol City, Burnley, Watford, West Bromwich, Bordeaux, Borussia M'gladbach, Hertha Berlino, Magonza, Werder Brema, Panaitōlikos, Fiorentina, Genoa, Lazio, Pisa, Sporting Lisbona, FCU Craiova, Al-Ettifaq, Al-Okhdood, Hearts, Stella Rossa, Spartak Trnava, Rayo Vallecano, Valencia, Lugano, Trabzonspor, Atlanta United |
| 1         | LASK, Hartberg, Wolfsberger, Qarabağ, Genk, Union Saint-Gilloise, Westerlo, Omonia, Baník Ostrava, Slovan Liberec, Brøndby, Vejle, Leeds Utd, Luton Town, Nottingham Forest, Sunderland, Le Havre, Lilla, Lorient, Olympique Lione, Olympique Marsiglia, Metz, Nizza, Tolosa, Dinamo Batumi, Dinamo Tbilisi, Kaiserslautern, Colonia, Augusta, Darmstadt, Eintracht Francoforte, Amburgo, Karlsruhe, Bochum, PAOK, Fehérvár, Kecskemét, MTK Budapest, Paks, Puskás Akadémia, Újpest, Persepolis, Ascoli, Bari, Cagliari, Cittadella, Cremonese, Palermo, Salernitana, Sampdoria, Spezia, Südtirol, Bodø/Glimt, KS Cracovia, Górnik Zabrze, Jagiellonia, Pogoń Stettino, Raków Częstochowa, Boavista, Famalicão, Al-Mu'aidar, Voluntari, Lokomotiv Mosca, Rubin, Soči, Spartak Mosca, Al-Ahli, Al-Ittihad, Al-Shabab, Damac, Motherwell, Rangers, TSC Bačka Topola, Celje, Maribor, Olimpia Lubiana, Gwangju, Ulsan HD, Alavés, Getafe, Levante, Maiorca, Osasuna, Betis, Villarreal, Basilea, Grasshoppers, Lucerna, Servette, Alanyaspor, Antalyaspor, İstanbul Başakşehir, Konyaspor, Sivasspor, Dnipro-1, Polіssja Žytomyr, Baniyas, Hatta Club, Chicago Fire, N.E. Revolution, N.Y. Red Bulls, Orlando City, Philadelphia Union |

## Giocatori per nazionalità del club
| Pos | Paese                                              | Giocatori |
| --- | -------------------------------------------------- | --------- |
| 1   | Inghilterra                                        | 114       |
| 2   | Italia                                             | 104       |
| 3   | Germania                                           | 81        |
| 4   | Spagna                                             | 56        |
| 5   | Francia                                            | 31        |
| 6   | Turchia                                            | 25        |
| 7   | Rep. Ceca                                          | 22        |
| 8   | Austria                                            | 16        |
| 9   | Paesi Bassi Ucraina                                | 15        |
| 11  | Arabia Saudita                                     | 14        |
| 12  | Belgio Grecia Portogallo                           | 12        |
| 15  | Romania                                            | 10        |
| 16  | Ungheria                                           | 9         |
| 17  | Croazia Polonia Scozia                             | 8         |
| 20  | Stati Uniti                                        | 7         |
| 21  | Cipro Svizzera                                     | 6         |
| 23  | Slovacchia                                         | 5         |
| 24  | Danimarca Russia                                   | 4         |
| 26  | Serbia Slovenia                                    | 3         |
| 28  | Bulgaria Georgia Corea del Sud Emirati Arabi Uniti | 2         |
| 32  | Azerbaigian Iran Norvegia Qatar                    | 1         |